# 花しょうぶ通り商店街

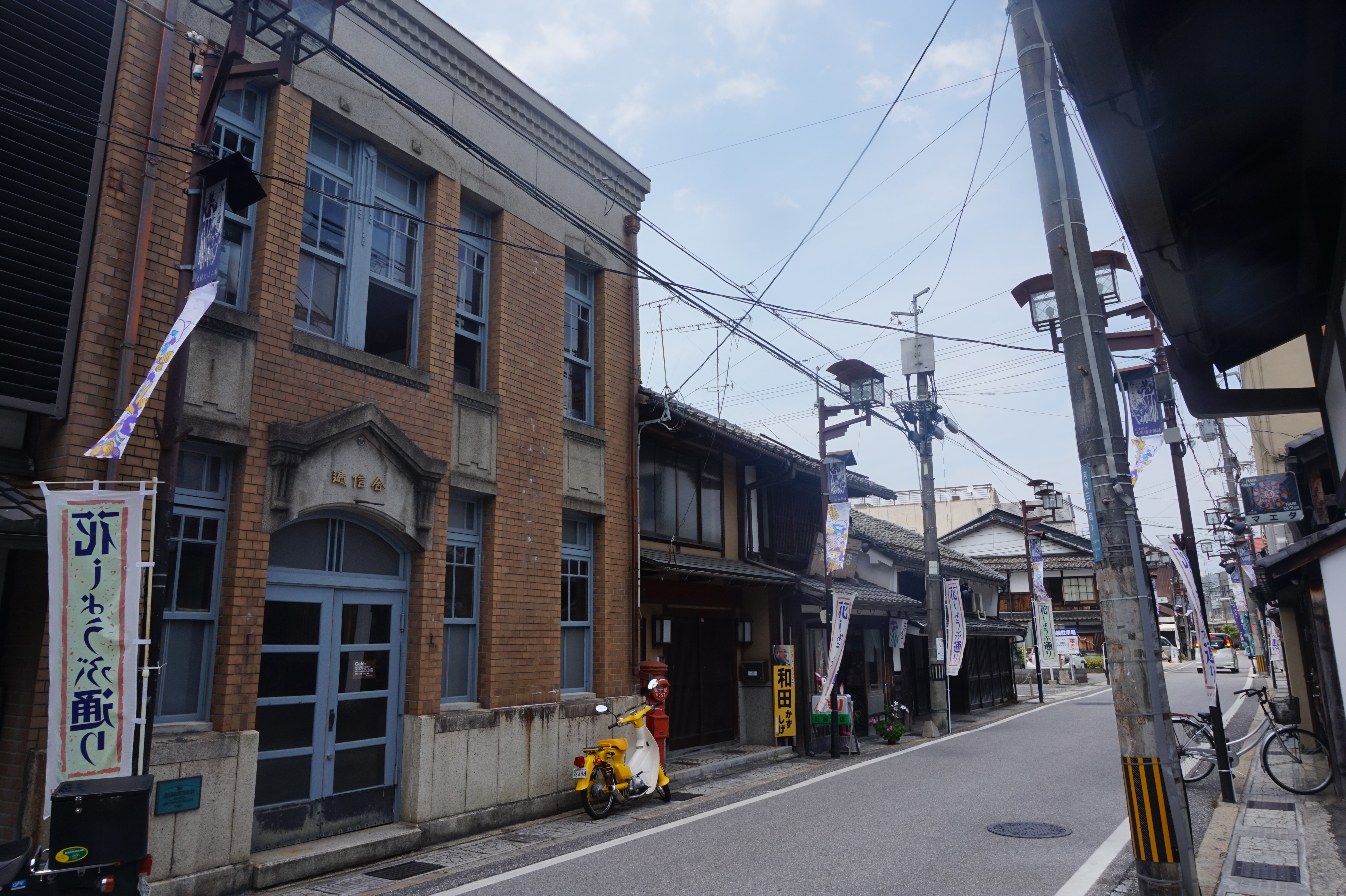
花しょうぶ通り商店街

花しょうぶ通り商店街（はなしょうぶどおりしょうてんがい）は、滋賀県彦根市にある商店街。文化庁の重要伝統的建造物群保存地区に選定された「河原町芹町地区」に位置する。

## 特徴
古民家が建ち並び、「どんつき」「くいちがい」といった城下町の名残を留める街割がある。自然地形にならう形で作られた街路に沿って街が形成されたため、街路全体がカーブした形をしている。

## アクセス
- JR西日本・近江鉄道彦根駅より徒歩15分
- 近江鉄道ひこね芹川駅より徒歩9分